# Nuoto in acque libere ai campionati mondiali di nuoto 2025 - 10 km femminili
La gara femminile dei 10 km di nuoto in acque libere si è svolta il 16 luglio 2025.

## Rinvii
Il 15 luglio l’evento è stato posticipato dalle 8:00 del giorno stesso alle 10:15 del 16 luglio, a causa di scarsa qualità dell'acqua.  La gara è stata successivamente  rinviata una seconda volta alle 16:00 del 16 luglio.
La nuotatrice Ginevra Taddeucci ha dichiarato: "Nessuna di noi si aspettava un rinvio, figuriamoci due. Ieri ero abbastanza tranquilla, ma stamattina i nervi si sono fatti sentire. Dover aspettare fino al pomeriggio è davvero difficile, soprattutto vedendo il sole alzarsi e la temperatura aumentare sempre di più."

## Risultati
| Pos.                  | Atleta                      | Nazionalità                 | Tempo     |
| --------------------- | --------------------------- | --------------------------- | --------- |
| Oro                   | Moesha Johnson              | Australia                   | 2h07'51"3 |
| Argento               | Ginevra Taddeucci           | Italia                      | 2h07'55"7 |
| Bronzo                | Lisa Pou                    | Monaco                      | 2h07'57"5 |
| 4                     | María de Valdés             | Spagna                      | 2h08'09"6 |
| 5                     | Ángela Martínez             | Spagna                      | 2h08'17"3 |
| 6                     | Ana Marcela Cunha           | Brasile                     | 2h09'21"9 |
| 7                     | Mafalda Rosa                | Portogallo                  | 2h09'22"7 |
| 8                     | Ichika Kajimoto             | Giappone                    | 2h09'27"8 |
| 9                     | Chelsea Gubecka             | Australia                   | 2h09'28"8 |
| 10                    | Barbara Pozzobon            | Italia                      | 2h09'30"3 |
| 11                    | Ekaterina Sorokina          | Atleti Neutrali Autorizzati | 2h09'39"8 |
| 12                    | Inès Delacroix              | Francia                     | 2h09'44"7 |
| 13                    | Viktória Mihályvári-Farkas  | Ungheria                    | 2h11'34"3 |
| 14                    | Mariah Denigan              | Stati Uniti                 | 2h11'54"1 |
| 15                    | Jeannette Spiwoks           | Germania                    | 2h12'36"3 |
| 16                    | Callan Lotter               | Sudafrica                   | 2h14'01"3 |
| 17                    | Viviane Jungblut            | Brasile                     | 2h14'17"4 |
| 18                    | Klaudia Tarasiewicz         | Polonia                     | 2h15'06"0 |
| 19                    | Louna Kasvio                | Finlandia                   | 2h15'09"8 |
| 20                    | Teng Yu-wen                 | Taipei cinese               | 2h15'54"2 |
| 21                    | Georgia Makri               | Grecia                      | 2h16'07"6 |
| 22                    | Liu Yaxin                   | Cina                        | 2h17'26"4 |
| 23                    | Julie Pleskotová            | Rep. Ceca                   | 2h18'02"5 |
| 24                    | Brinkleigh Hansen           | Stati Uniti                 | 2h19'10"3 |
| 25                    | Catherine van Rensburg      | Sudafrica                   | 2h19'40"2 |
| 26                    | Emma Finlin                 | Canada                      | 2h19'47"8 |
| 27                    | Candela Giordanino          | Argentina                   | 2h20'15"9 |
| 28                    | Wang Kexin                  | Cina                        | 2h20'28"3 |
| 29                    | Špela Perše                 | Slovenia                    | 2h20'39"8 |
| 30                    | Alena Benešová              | Rep. Ceca                   | 2h20'39"9 |
| 31                    | Janka Juhász                | Ungheria                    | 2h20'44"2 |
| 32                    | Ofek Adir                   | Israele                     | 2h20'44"5 |
| 33                    | Nip Tsz Yin                 | Hong Kong                   | 2h20'52"8 |
| 34                    | Ana Abad                    | Ecuador                     | 2h20'57"8 |
| 35                    | Malak Meqdar                | Marocco                     | 2h20'59"9 |
| 36                    | Paulina Alanís              | Messico                     | 2h21'03"3 |
| 37                    | Nikita Lam                  | Hong Kong                   | 2h21'04"7 |
| 38                    | Leonie Tenzer               | Finlandia                   | 2h21'08"4 |
| 39                    | Sharon Guerrero             | Messico                     | 2h22'07.5 |
| 40                    | Chantal Liew                | Singapore                   | 2h22'07"9 |
| 41                    | Hwang Ji-yeon               | Corea del Sud               | 2h22'18"8 |
| 42                    | Su İnal                     | Turchia                     | 2h23'55"8 |
| 43                    | Lin Jia-shien               | Taipei cinese               | 2h26'49"1 |
| 44                    | Yanci Vanegas               | Guatemala                   | 2h29'07"2 |
| 45                    | Kate Ona                    | Singapore                   | 2h29'18.0 |
| 46                    | Britta Schwengle            | Aruba                       | 2h29'43"0 |
| 47                    | Darya Pushko                | Kazakistan                  | 2h29'5020 |
| 48                    | Daniela Suárez              | Venezuela                   | 2h29'52"3 |
| 49                    | Kim Sue-ah                  | Corea del Sud               | 2h29'57.5 |
| 50                    | Cielo Peralta               | Paraguay                    | 2h31'46"5 |
| 51                    | Pilar Cañedo                | Uruguay                     | 2h31'46"5 |
| 52                    | Alondra Quiles              | Porto Rico                  | 2h35'11"6 |
| 53                    | María Fernanda Arellanos    | Perù                        | 2h36'13"8 |
|                       | Diksha Sandip Yadav         | India                       | OTL       |
| Lea Boy               | Germania                    | DNF                         |           |
| Margarita Ershova     | Atleti Neutrali Autorizzati | DNF                         |           |
| Mariya Fedotova       | Kazakistan                  | DNF                         |           |
| Isabella Hernández    | Rep. Dominicana             | DNF                         |           |
| Caroline Jouisse      | Francia                     | DNF                         |           |
| Dayana Meléndez       | El Salvador                 | DNF                         |           |
| Christina Durán       | Rep. Dominicana             | DNF                         |           |
| Ruthseli Aponte       | Venezuela                   | DNF                         |           |
| Chonpasanop Chatwuti  | Thailandia                  | DNF                         |           |
| María Porres          | Guatemala                   | DNF                         |           |
| Alexandra Mejía       | Andorra                     | DNF                         |           |
| Danna Martínez        | Ecuador                     | DNF                         |           |
| Micheline Bathfield   | Mauritius                   | DNF                         |           |
| Kamonchanok Kwanmuang | Thailandia                  | DNF                         |           |
| Ashmitha Chandra      | India                       | DNS                         |           |